# Випперт, Ваутер
Ваутер Випперт (нидерл. Wouter Wippert; род. 14 августа 1990, Вирден, Нидерланды) — нидерландский профессиональный шоссейный велогонщик, выступающий за проконтинентальную команду «Team Roompot–Nederlandse Loterij».

## Достижения
2010
1-й Этап 7 Тур Словакии
2011
1-й Этап 2 Тур Берлина
1-й Этап 2 Тур де л'Авенир
7-й Чемпионате мира U23 в групповой гонке
2012
1-й Этап 4 Триптик де Мон э Шато
1-й Этап 2 Вуэльта Наварры
3-й  Чемпионат Европы в групповой гонке
3-й Гран-при Зоттегема
9-й Чемпионате мира U23 в групповой гонке
2013
2-й Тур Северной Голландии
2014
Тур Кумано
1-й  Очковая классификация
1-й Этапы 1 и 3
1-й Этапы 2 и 4 Классика Новой Зеландии
1-й Этап 9 Тур Хайнаня
1-й Этап 3 Тур Тайваня
1-й Этап 2 Тур Японии
1-й Этап 4 Тур Китая II
2015
1-й Этап 6 Тур Даун Андер
1-й Этапы 1 и 3 Тур Тайваня
1-й Этапы 1 и 6 Тур Кореи
3-й Пипл'с Чойс Классик
2016
Тур Чехии
1-й  Очковая классификация
1-й Этап 1 (КГ)
2-й Чемпионате Нидерландов в групповой гонке
2-й Хейстсе Пейл
2017
Тур Альберты
1-й  Очковая классификация
1-й Этапы 2 и 4
1-й Омлоп ван хет Васланд
2-й Чемпионате Нидерландов в групповой гонке
2-й Классика Арнем–Венендал
5-й Лондон — Суррей Классик
2018
1-й Омлоп Мандел-Лейе-Схелде
2-й Хейстсе Пейл
2-й Классика Арнем–Венендал